# Tupin-et-Semons
Tupin-et-Semons ist eine französische Gemeinde mit 650 Einwohnern (Stand: 1. Januar 2022) im Département Rhône in der Region Auvergne-Rhône-Alpes. Tupin-et-Semons gehört zum Arrondissement Lyon und zum Kanton Mornant (bis 2015: Kanton Condrieu).

## Geographie
Tupin-et-Semons liegt etwa 30 Kilometer südlich von Lyon an der Rhône.

### Nachbargemeinden
Umgeben wird Tupin-et-Semons von den Nachbargemeinden Les Haies im Norden und Nordwesten, Ampuis im Norden und Nordosten, Reventin-Vaugris im Osten, Chonas-l’Amballan im Süden sowie Condrieu im Westen und Südwesten.

## Bevölkerungsentwicklung
| Jahr                       | 1962 | 1968 | 1975 | 1982 | 1990 | 1999 | 2006 | 2012 |
| Einwohner                  | 244  | 248  | 272  | 327  | 398  | 441  | 581  | 615  |
| Quellen: Cassini und INSEE |      |      |      |      |      |      |      |      |

## Verkehr
Durch die Gemeinde führt die frühere Route nationale 86 (heutige D386).

## Sehenswürdigkeiten
- Église de la Nativité-de-Notre-Dame
- Die Île du Beurre (Butterinsel) auf der Rhône

|  |